# Janusz Krupski

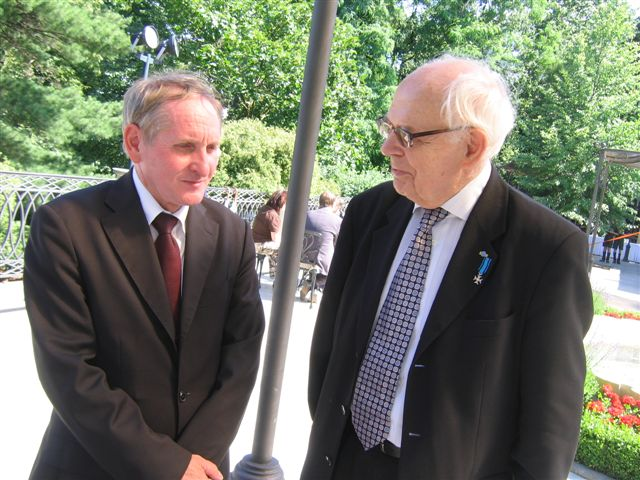
Janusz Krupski i Jerzy Kłoczowski (Warszawa 2007)

Janusz Stanisław Krupski (ur. 9 maja 1951 w Lublinie, zm. 10 kwietnia 2010 w Smoleńsku) – polski historyk, wydawca i urzędnik państwowy, działacz opozycji demokratycznej w PRL, w latach 2006–2010 kierownik Urzędu do Spraw Kombatantów i Osób Represjonowanych.

## Życiorys
W latach 1970–1975 był studentem KUL. W 1976 został członkiem Klubu Inteligencji Katolickiej w Warszawie. W okresie 1977–1988 redagował poza cenzurą niezależne pismo „Spotkania”.
W 1980 wszedł do władz zarządu regionu NSZZ „Solidarność” w Gdańsku. Za swoją działalność był wielokrotnie szykanowany i represjonowany przez funkcjonariuszy SB. W czasie stanu wojennego internowany. 21 stycznia 1983 został uprowadzony i wywieziony do Puszczy Kampinoskiej przez funkcjonariuszy Samodzielnej Grupy „D” Departamentu IV MSW pod dowództwem kapitana Grzegorza Piotrowskiego, następnie został oblany żrącą substancją, w wyniku czego doznał poważnych poparzeń.
W latach 1990–1992 był dyrektorem wydawnictwa Editions Spotkania. Brał też udział w pracach sejmowej komisji nadzwyczajnej do zbadania skutków stanu wojennego i Komisji Odpowiedzialności Konstytucyjnej. Od 1993 był prezesem Wydawnictwa Krupski i S-ka.
Od 2000 do 2006 pełnił obowiązki zastępcy prezesa Instytutu Pamięci Narodowej. Od 19 maja 2006 był kierownikiem Urzędu do Spraw Kombatantów i Osób Represjonowanych. W 2009 rada Polskiej Fundacji Katyńskiej nadała mu Medal Dnia Pamięci Ofiar Zbrodni Katyńskiej.
Zginął w katastrofie polskiego samolotu Tu-154M w Smoleńsku 10 kwietnia 2010 w drodze na obchody 70. rocznicy zbrodni katyńskiej. 26 kwietnia został pochowany w Kwaterze Smoleńskiej na Cmentarzu Wojskowym na Powązkach w Warszawie. Trumnę z ciałem Janusza Krupskiego przeniesiono później do Lasek pod Warszawą, gdzie 14 marca 2014 dokonano powtórnego pochówku na cmentarzu leśnym w Laskach.

## Odznaczenia, wyróżnienia i upamiętnienie
Postanowieniem z 16 kwietnia 2010 marszałka Sejmu Bronisława Komorowskiego wykonującego obowiązki prezydenta RP, za wybitne zasługi w służbie państwu i społeczeństwu, pośmiertnie odznaczono go Krzyżem Wielkim Orderu Odrodzenia Polski. 29 października 2015, za zasługi w działalności na rzecz niepodległości i suwerenności Polski oraz respektowania praw człowieka w Polskiej Rzeczypospolitej Ludowej, został pośmiertnie odznaczony Krzyżem Wolności i Solidarności. W 2015 został pośmiertnie wyróżniony nagrodą Kustosz Pamięci Narodowej, przyznaną przez Instytut Pamięci Narodowej.
W 2012 powstał poświęcony Januszowi Krupskiemu film dokumentalny pt. Niepodległy autorstwa Arkadiusza Gołębiewskiego i Pawła Nowackiego.

## Życie prywatne
Syn Mariana i Franciszki. Janusz Krupski był żonaty z Joanną, miał siedmioro dzieci: Piotra, Pawła, Tomasza, Łukasza, Jana, Marię i Teresę. Mieszkał w Grodzisku Mazowieckim. Był członkiem Stowarzyszenia Wolnego Słowa.